# Pont-et-Massène
Pont-et-Massène är en kommun i departementet Côte-d'Or i regionen Bourgogne-Franche-Comté i östra Frankrike. Kommunen ligger i kantonen Semur-en-Auxois som tillhör arrondissementet Montbard. År 2022 hade Pont-et-Massène 182 invånare.

## Befolkningsutveckling
Antalet invånare i kommunen Pont-et-Massène
Referens:INSEE